# Niederau
Niederau település Németországban, azon belül Szászország tartományban. Lakosainak száma 4119 fő (2023. december 31.). Niederau Moritzburg és Weinböhla községekkel határos.

## Népesség
A település népességének változása:
| Lakosok száma | 3953 | 4007 | 4132 | 4124 | 4119 |
|               | 2017 | 2019 | 2021 | 2022 | 2023 |